# The Fureys' diskografi
The Fureys er et irsk folkemusikband fra Irland.
Gruppen havde størst succes i hjemlandet, Irland, men havde også placeringer på hitlisten i Storbritannien, samt i Australien; When You Were Sweet Sixteen (1982) AUS #18, Steal Away (1983) AUS #45 og The First Leaves of Autumn (1986) AUS #85.

## Studiealbums
| År   | Albumdetaljer                                                                                | Højeste hitlisteplacering | Højeste hitlisteplacering | Højeste hitlisteplacering |
| År   | Albumdetaljer                                                                                | IRL                       | UK                        |                           |
| ---- | -------------------------------------------------------------------------------------------- | ------------------------- | ------------------------- | ------------------------- |
| 2004 | 25 Years Anniversary Collection - Pladeselskab: Dolphin Records - Formater: CD, Kassettebånd | 69                        | -                         |                           |
| 2008 | 30 Years - Pladeselskab: - Formater: CD                                                      | 63                        | -                         |                           |
| 2008 | Alcoholidays - Pladeselskab: - Formater: CD                                                  | 24                        | -                         |                           |
| 2012 | The Fureys Finest - Pladeselskab: - Formater: CD                                             | 10                        | -                         |                           |

## Singler
| År   | Singledetaljer                                                            | Højeste hitlisteplacering | Højeste hitlisteplacering | Højeste hitlisteplacering |
| År   | Singledetaljer                                                            | IRL                       | UK                        |                           |
| ---- | ------------------------------------------------------------------------- | ------------------------- | ------------------------- | ------------------------- |
| 1979 | Green Fields Of France - Pladeselskab: Banshee - Formater: Vinyl          | 1                         | -                         |                           |
| 1979 | Shipyard Slip - Pladeselskab: Polydor - Formater: Vinyl                   | 26                        | -                         |                           |
| 1979 | Leaving Nancy - Pladeselskab: Banshee - Formater: Vinyl                   | 6                         | -                         |                           |
| 1980 | Lonesome Boatman - Pladeselskab: Banshee - Formater: Vinyl                | 12                        | -                         |                           |
| 1981 | Beer Beer Beer - Pladeselskab: - Formater: Vinyl                          | 18                        | -                         |                           |
| 1981 | When You Were Sweet Sixteen - Pladeselskab: - Formater: Vinyl             | 1                         | 14                        |                           |
| 1982 | I Will Love You - Pladeselskab: - Formater: Vinyl                         | 18                        | 54                        |                           |
| 1982 | The Old Man - Pladeselskab: Banshee - Formater: Vinyl                     | 9                         | -                         |                           |
| 1983 | Now Is The Hour - Pladeselskab: Banshee - Formater: Vinyl                 | 8                         | -                         |                           |
| 1983 | Steal Away - Pladeselskab: Banshee - Formater: Vinyl                      | 24                        | -                         |                           |
| 1983 | Silver Threads Amongst The Gold - Pladeselskab: Banshee - Formater: Vinyl | 23                        | -                         |                           |
| 1985 | Dreaming My Dreams - Pladeselskab: Banshee - Formater: Vinyl              | 13                        | -                         |                           |
| 1986 | What You Meant To Me - Pladeselskab: Banshee - Formater: Vinyl            | 28                        | -                         |                           |
| 1987 | Red Rose - Pladeselskab: Banshee - Formater: Vinyl                        | 10                        | -                         |                           |
| 1988 | Dublin Take Me - Pladeselskab: - Formater: Vinyl                          | 25                        | -                         |                           |
| 1991 | I Will Love You - Pladeselskab: - Formater: Vinyl                         | 10                        | -                         |                           |